# Cercopithecus preussi
Cercopithecus preussi је врста примата (Primates) из породице мајмуна Старог света (Cercopithecidae).

## Распрострањење
Ареал врсте покрива средњи број држава. 
Врста има станиште у Нигерији, Камеруну и Екваторијалној Гвинеји.

## Станиште
Станишта врсте су шуме, планине и травна вегетација. Врста је по висини распрострањена до 2.500 метара надморске висине.

## Подврсте
Постоје две подврсте:
- Cercopithecus preussi insularis
- Cercopithecus preussi preussi

## Угроженост
Ова врста се сматра угроженом.